# Le Pèlerin (film)
Pour plus de détails, voir Fiche technique et Distribution.
Le Pèlerin (The Pilgrim) est un film américain réalisé par Charlie Chaplin, sorti en 1923.

## Synopsis
Évadé de prison, un vagabond est pris pour un pasteur par les habitants d'une petite ville.

## Fiche technique
- Titre : Le Pèlerin
- Titre original : The Pilgrim
- Réalisation : Charlie Chaplin, assisté de Charles Reisner (non crédité)
- Scénario : Charlie Chaplin
- Production : Charles Chaplin Productions
- Montage : Charlie Chaplin
- Direction artistique : Charles D. Hall
- Pays d'origine : États-Unis
- Format : Noir et blanc - 1,33:1 - Film muet - 35 mm
- Box-office : 280 171 $ (États-Unis)[1]
- Genre : Comédie
- Durée : 59 minutes
- Date de sortie : 
  - États-Unis : 26 février 1923

## Distribution
- Charlie Chaplin : Le Pèlerin
- Edna Purviance : Miss Brown
- Kity Bradbury : Sa mère
- Sydney Chaplin : Eloper/Le conducteur du train/Le père du petit garçon
- Mack Swain : Diacre
- Mai Wells : La mère du petit garçon
- Dean Riesner : Le petit garçon
- Charles Reisner : Howard Huntington
- Tom Murray : Le shérif Bryan
- Henry Bergman : Le shérif dans le train/L'homme dans la gare
- Marion Davies : Membre de la congrégation (non créditée)
- Phyllis Allen (non créditée)